# Nemognatha brevirostris
Nemognatha brevirostris är en skalbaggsart som beskrevs av Enns 1956. Nemognatha brevirostris ingår i släktet Nemognatha och familjen oljebaggar. Inga underarter finns listade i Catalogue of Life.